# Agrias coelestis
Agrias coelestis är en fjärilsart som beskrevs av Krüger 1928. Agrias coelestis ingår i släktet Agrias och familjen praktfjärilar. Inga underarter finns listade i Catalogue of Life.